# Gyeon Hwon
Gyeon Hwon (né en 867 et mort le 27 septembre 936) est le premier roi du royaume de Hubaekje en Corée. Il a régné de 892 au 15 novembre 935.